# Ptychobela
Ptychobela là một chi ốc biển, là động vật thân mềm chân bụng sống ở biển trong họ Turridae.

## Các loài
Các loài thuộc chi Ptychobela bao gồm:
- Ptychobela baynhami (Smith E. A., 1891)[2]
- Ptychobela dancei Kilburn & Dekker, 2008[3]
- Ptychobela griffithii (Gray, 1834)[4]
- Ptychobela lavinia (Dall, 1919)[5]
- Ptychobela opisthochetos Kilburn, 1989[6]
- Ptychobela salebra Li & Li, 2007[7]
- Ptychobela sumatrense (Petit de la Saussaye, 1852)[8]
- Ptychobela suturalis (Gray, 1838)[9]